# Közvetlen kocsi

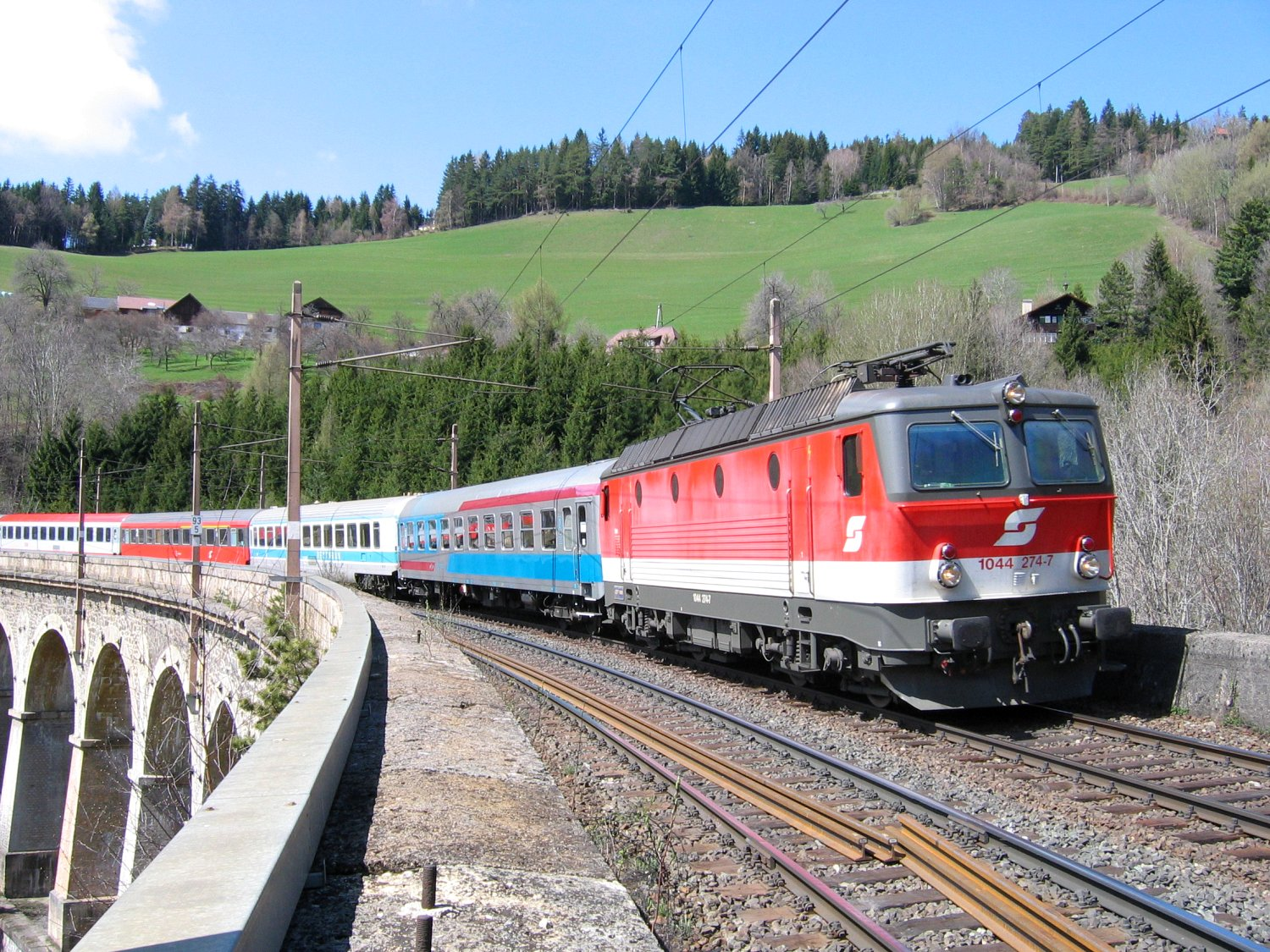
Nemzetközi vonat Ausztriában 2004-ben. Jól megfigyelhető a képen a különböző vasúttársaságok eltérő színű személykocsijai

A vasúti terminológiában a közvetlen kocsi olyan személykocsi, amelyet útja során több vasúti járat továbbít. Az utazást egy vonathoz csatolva kezdi meg, és egy másik vonathoz csatolva érkezik meg a célállomásra.
A közvetlen kocsik megspórolják az utasoknak az átszállást egy másik járatra, és növelik az üzemeltető(k) által kínált közvetlen összeköttetések számát. További előnye, hogy két eltérő célállomásra tartó, de egy ideig együtt közlekedő kocsit elég csak egy mozdonnyal vontatni és nem kell külön menetvonal neki. Közvetlen kocsi alkalmazásával kisebb forgalmú végállomás is kaphat közvetlen összeköttetést egy másik fontos állomással.
Leggyakrabban hálókocsik vagy fekvőhelyes kocsik formájában, a közvetlen kocsikat általában hosszú távú utazásokhoz használták, különösen a kontinentális Európában, bár ma már sokkal kevésbé elterjedtek, mint az 1970-es évek elején.

## Előnyei
- Több közvetlen, átszállásmentes lehetőséget biztosít az utasoknak;
- Kevésbé gazdaságos célállomások is kiszolgálhatóak egy-két kocsival;
- Vontatójármű, menetvonal és személyzet spórolás.

## Hátrányai
- Érzékeny a késésekre, egy késő vonat, mely közvetlen kocsit továbbít, várakozásra kényszeríti a fogadó vonatot is, ezáltal a késés tobábbgyűrűzik a hálózaton;
- A kocsi le-és felkapcsolás időigényes, amit a nem közvetlen kocsiban utazó utasok is kénytelenek kivárni.

Az ütemes menetrendek bevezetésével a közvetlen kocsik száma csökken, helyette átszállási lehetőség van. Késés esetén az utasok az ütemtől függően fél-egy vagy két órát várakoznak egy másik csatlakozó vonatra.
A személyszállításban egyre több motorvonat közlekedik, melyek szét- és összekapcsolása jóval gyorsabb. Ez ugyanolyan utazási lehetőséget biztosít, mint a közvetlen kocsi, azonban nem számít a közvetlen kocsi fogalmába bele.

## Példa
2010-ben és 2011-ben a Bázel – Moszkva hálókocsi (2856 km 37 óra és 11 perc alatt) az alábbi módon közlekedett:
- Basel SBB állomásról Hannover Hauptbahnhofra: CNL 472 Basel SBB – Koppenhága;
- Hannover Hbf-ről Varsóba: EN 447 Amszterdam – Warszawa Wschodnia;
- Varsóból Brestbe: 405 Bohumin – Brest; tengelyátszereléssel normál nyomtávolságról (1435 mm) széles nyomtávolságra (1520 mm);
- Bresztből Moszkvába: D 22 Breszt – Moszkva.

## Alkalmazása Magyarországon

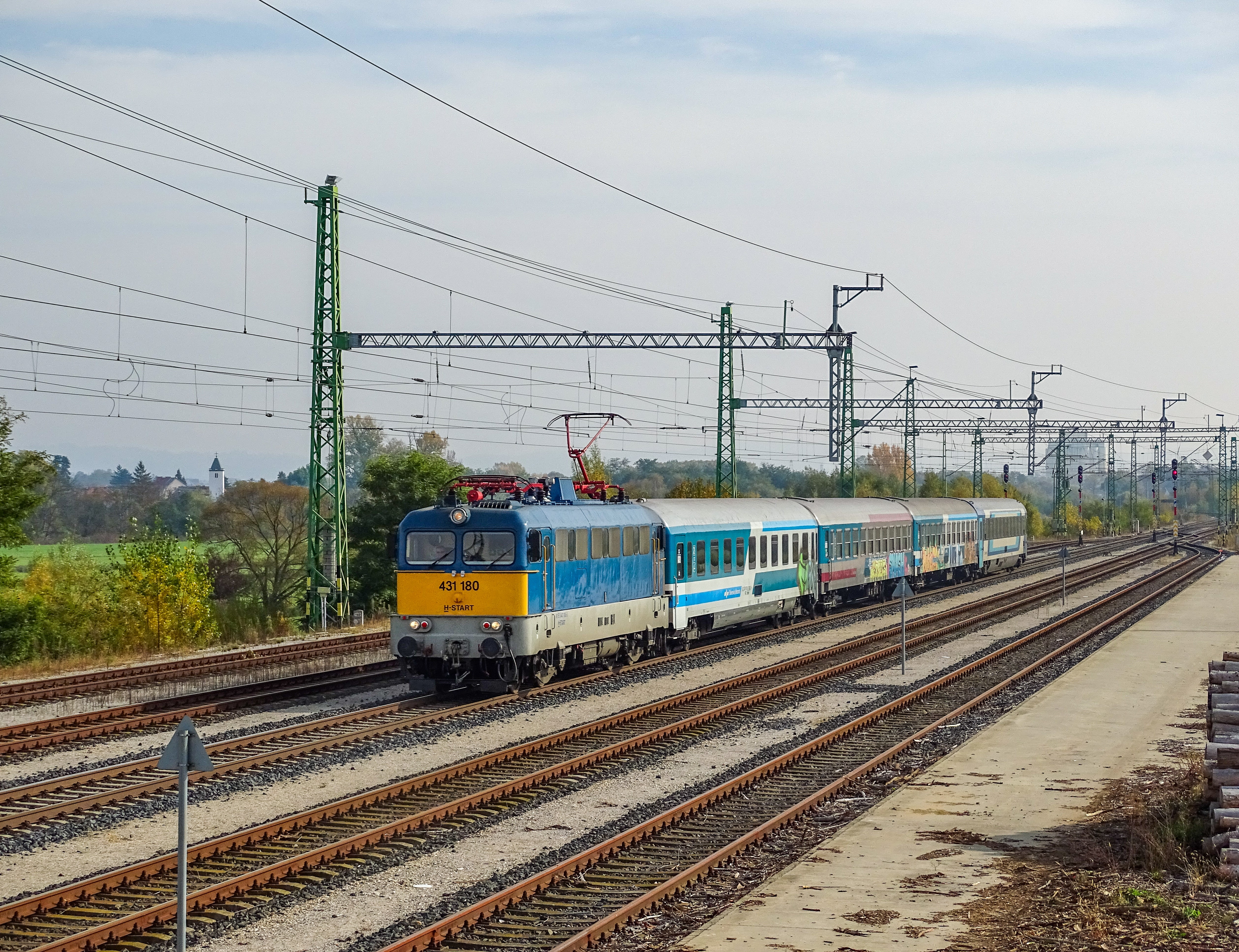
A Citadella gyorsvonat

Magyarországon elsősorban a nemzetközi vonatok továbbítanak közvetlen kocsikat pl.: Zürich, Moszkva, Split irányába.
Belföldi közvetlen kocsi közlekedett Budapestről Szombathelyre, a szerelvényt Csornán bontották ketté.

## Egyéb használat
A Regionalbahn.hu podcastja is a közvetlen kocsi nevet viseli.